# Anania camerounensis
Anania camerounensis is een vlinder van de familie van de grasmotten (Crambidae). De wetenschappelijke naam van deze soort is voor het eerst voorgesteld als Ethiobotys camerounensis door Koen Maes in een publicatie uit 1997. De soort is vernoemd naar het land waar deze voor het eerst is ontdekt. De spanwijdte bedraagt 26 tot 29 millimeter.
De soort komt voor in Kameroen.